# Nadleśnictwo Oborniki
Nadleśnictwo Oborniki – jednostka organizacyjna Lasów Państwowych podległa Regionalnej Dyrekcji Lasów Państwowych w Poznaniu.
Nadleśnictwo położone jest w północno-zachodniej części terenu województwa wielkopolskiego na terenie 5 powiatów: obornickim, szamotulskim, czarnkowsko-trzcianeckim, chodzieskim i poznańskim. Powierzchnia Nadleśnictwa wynosi 20 881,95 ha, w tym gruntów nieleśnych 633,63 ha.

## Osoby
W 1918 nadleśniczym został Stefan Tadeusz Studniarski.